# A Night to Remember (album Cyndi Lauper)
A Night to Remember − trzeci studyjny album amerykańskiej piosenkarki Cyndi Lauper, wydany w roku 1989.

## Lista utworów
1. "Intro" – 0:27
2. "I Drove All Night" – 4:11
3. "Primitive" – 3:48
4. "My First Night Without You" – 3:01
5. "Like a Cat" – 3:25
6. "Heading West" – 3:55
7. "A Night to Remember" – 3:43
8. "Unconditional Love" – 3:56
9. "Insecurious" – 3:30
10. "Dancing with a Stranger" – 4:12
11. "I Don't Want to Be Your Friend" – 4:22
12. "Kindred Spirit" – 1:16
13. "Hole in My Heart (All the Way to China)"